# Mabrouk (pattinaggio)

Il Mabrouk è una figura dello style slalom. Si tratta di una figura composta, cioè data dalla combinazione di figure più semplici. Il passo è scomponibile nelle seguenti figure:
1. Incrocio in avanti
2. 180° in papera
3. Incrocio indietro
4. 180° in anti-papera